# Whoosh!
| 총 점수                       | 총 점수 |
| 출처                          | 점수    |
| ----------------------------- | ------- |
| 메타크리틱                    | 69/100  |
| 평가 점수                     |         |
| 출처                          | 점수    |
| AllMusic                      | [ 2 ]   |
| Blabbermouth.net              | 9/10    |
| Brave Words & Bloody Knuckles | 8.5/10  |
| Classic Rock                  | [ 5 ]   |
| NME                           | [ 6 ]   |
| RIFF Magazine                 | 8/10    |
| The Times                     | [ 8 ]   |

《Whoosh!》는 2020년 8월 7일에 발매된 영국의 하드 록 밴드 딥 퍼플의 스물한 번째 스튜디오 음반이다. 비록 그는 그들의 다음 음반 《Turning to Crime》에 참여했지만, 이 음반은 2022년 7월에 밴드를 떠난 오랜 기타리스트 스티브 모스가 참여한 마지막 오리지널 소재의 스튜디오 음반이다.

## 배경
이 그룹은 이전 두 개의 음반을 작업했던 프로듀서 밥 에즈린과 협업했다. 그들은 녹음과 제작을 즐겼다. 이 음반의 발매는 가수 이언 길런의 "Another album?! Whoosh?!! Gordon Bennett!!!"과 같은 일련의 언론 성명에 의해 촉진되었다. 그는 이 음반의 제목이 그것의 의성어적 특성 때문에 선택되었다고 설명했고, "라디오 망원경의 한쪽 끝을 통해 볼 때, 지구상의 인류의 일시적인 본성을 묘사한다." 그는 또한 팬들이 단순히 즐거운 경험으로 음반을 들어야 한다고 말했다.
이 음반은 원래 2020년 6월 12일에 발매될 예정이었으나 코로나19 범유행으로 인해 연기되었다. 길런은 물리적 미디어의 배포 라인이 폐쇄가 완화되고 제한이 해제될 때까지 기다려야 하기 때문이라고 말했다.
이 음반의 세 곡은 〈Throw My Bones〉로 시작하여 디지털 싱글로 발매되었다. 세 번째, 〈Nothing at All〉은 대자연, 기후 변화에 대한 인간의 반응과 그에 수반되는 뮤직 비디오 플라스틱 오염의 주제를 다룬다.
1968년 밴드의 데뷔 음반 《Shades of Deep Purple》의 오프닝 트랙으로 〈And the Address〉라는 기악곡이 처음 등장했다. 두 음반 모두에 참여한 유일한 음악가는 드러머 이언 페이스였다.

## 평가
이 음반은 대체적으로 호의적인 평가를 받았다. 몇몇 출판물들은 이 음반이 비교적 짧은 트랙을 포함하고 있다는 것을 알아차렸고 경제적인 작곡 스타일을 칭찬했다. 《NME》의 리뷰는 이 음반이 2020년의 현대 음악과 전혀 다르게 들린다고 말했지만, "아마도 그것은 좋은 것일 것이다"라고 제안했다.
최고 4위를 차지한 이 음반은 영국에서 46년 동안 가장 높은 차트를 기록한 스튜디오 음반이었다.

## 곡 목록
모든 곡들은 특별한 언급이 없는 한 돈 에어리, 이언 길런, 로저 글로버, 스티브 모스, 이언 페이스 그리고 밥 에즈린에 의해 작사/작곡하였다.
| #   | 제목                               | 작사·작곡              | 재생 시간 |
| --- | ---------------------------------- | ---------------------- | --------- |
| 1.  | 〈Throw My Bones〉                 |                        | 3:38      |
| 2.  | 〈Drop the Weapon〉                |                        | 4:23      |
| 3.  | 〈We're All the Same in the Dark〉 |                        | 3:44      |
| 4.  | 〈Nothing at All〉                 |                        | 4:42      |
| 5.  | 〈No Need to Shout〉               |                        | 3:30      |
| 6.  | 〈Step by Step〉                   |                        | 3:34      |
| 7.  | 〈What the What〉                  |                        | 3:32      |
| 8.  | 〈The Long Way Round〉             |                        | 5:39      |
| 9.  | 〈The Power of the Moon〉          |                        | 4:08      |
| 10. | 〈Remission Possible〉 (기악)      |                        | 1:38      |
| 11. | 〈Man Alive〉                      |                        | 5:38      |
| 12. | 〈And the Address〉 (기악)         | 리치 블랙모어, 존 로드 | 3:35      |
| 13. | 〈Dancing in My Sleep〉            |                        | 3:51      |